# Podobwód Sandomierz Armii Krajowej
Podobwód Sandomierz – jednostka partyzancka Związku Walki Zbrojnej, a następnie Armii Krajowej. Operowała w okolicach Sandomierza.
Podobwód ten wchodził w skład Obwodu Sandomierz Inspektoratu Sandomierz Okręgu Radom-Kielce ("Jodła").
W ramach przygotowań do Akcji Burza żołnierze podobwodu odtworzyli I batalion "Sandomierz", wchodzący w skład 2 Pułk Piechoty im. Ziemi Sandomierskiej w 2 DP im. Ziemi Kieleckiej.
Batalion ten pod dowództwem por./kpt. Ignacego Zarobkiewicza "Swojaka" wziął potem udział w bitwie pod Wesołówką, gdzie został rozbity przez siły niemieckie.